# Amnésie, l'énigme James Brighton
Amnésie, l'énigme James Brighton (tj. Amnésie: tajemství Jamese Brightona) je kanadský hraný film natočený v roce 2005 podle skutečné události, který režíroval Denis Langlois podle vlastního scénáře. Film popisuje osudy muže trpícího amnézií. Snímek byl v ČR uveden na filmovém festivalu Febiofest v roce 2007.

## Děj
Sylvie studuje kriminologii a zajímá se o příběh muže, který se jednoho rána v roce 1998 probral na parkovišti v Montréalu a trpěl amnézií. Poté, co byl převezen do nemocnice, si vzpomněl pouze na to, že se jmenuje James Brighton, pochází z New Jersey a je gay. Organizace S.O.S. Gay mu najde ubytování a pokouší se mu pomoci nalézt jeho identitu. Až po třech měsících, když je jeho příběh odvysílán i ve Spojených státech, je zatčen pro krádež identity, neboť se zjistí, že zneužil řidičský průkaz svého bratra. James Brighton se ve skutečnosti jmenuje Matthew Honeycutt a pochází z Tennessee, kde je jeho bratr knězem. Do Kanady si pro Jamese-Matthewa přijede jeho teta a odváží si jej domů. Matthew si přesto na nikoho nevzpomíná, ale má noční můry. Dopisuje si se Sylvií, která postupně skládá události, které předcházely jeho amnézii. Matthew si na bratrův řidičák koupil auto a odjel z Tennessee. Cestou potkává stopaře, který se jmenuje James Brighton a zamilují se do sebe. Jezdí po severu Spojených států a rozhodnou se navštívit Montréal. Cestou pomohou třem mužům, kterým se rozbilo auto. Ti je však přepadnou a Jamese zabijí. Matthew se poté probudí v Montréalu na parkovišti a v důsledku prožitého šoku ztratí paměť.

## Obsazení
| Dusan Dukic    | James Brighton / Matthew Honeycutt |
| Karyne Lemieux | Sylvie                             |
| Norman Helms   | Félix Blain                        |
| Louise Laprade | Geneviève Marler                   |
| Steven Turpin  | pravý James Brighton               |
| Matt Holland   | Bob Williams                       |
| Mariah Inger   | Bobbie                             |
| Henri Pardo    | Dominique                          |
| Eric Cabana    | inspektor Christian Leclerc        |

## Ocenění
- Festival Inside Out v Torontu: nejlepší celovečerní film
- Festival de Cine Llamale H v Montevideu: cena publika za nejlepší film